# Paso Garibaldi

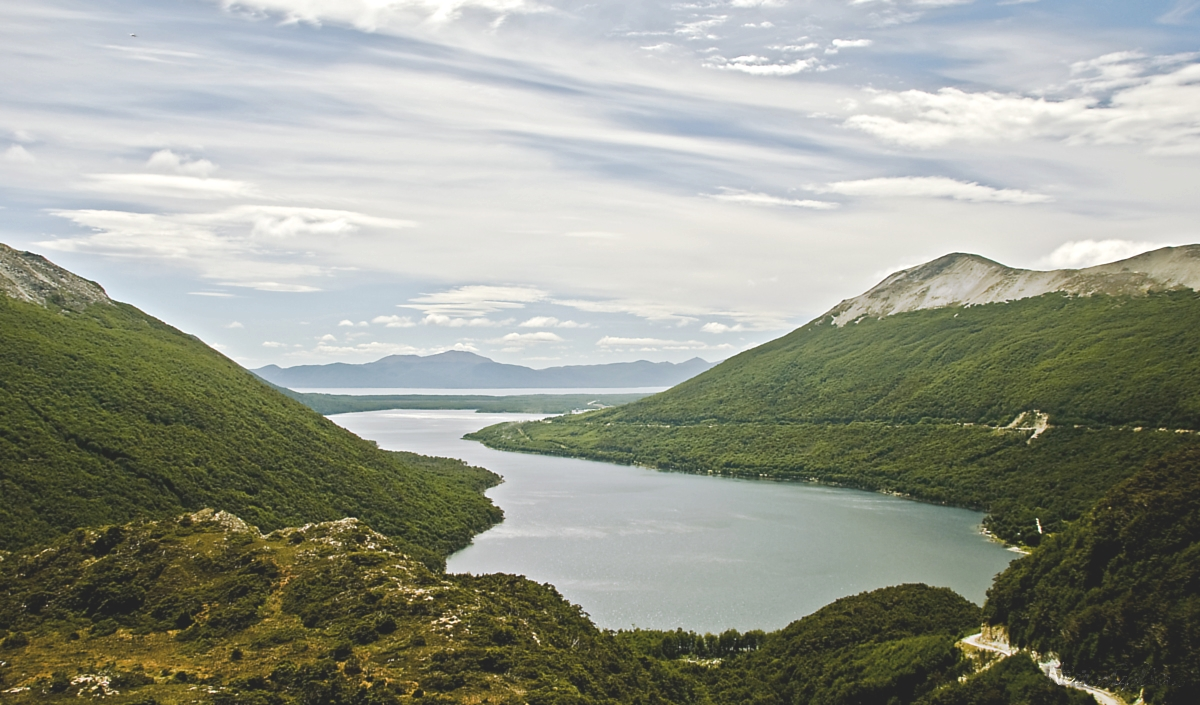
Vista panorámica desde el mirador: en primer plano el lago Escondido, y detrás, parte del lago Fagnano.

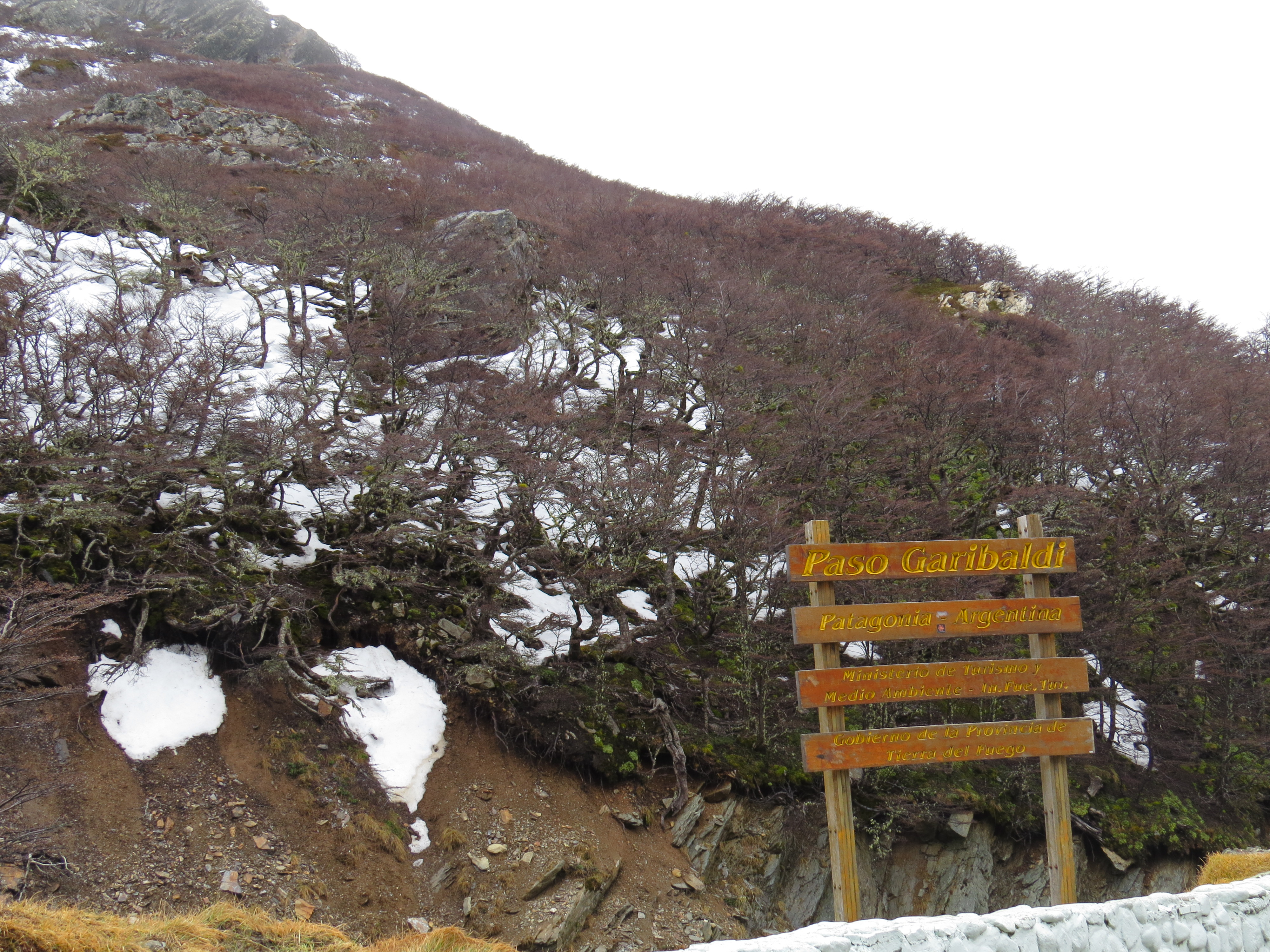
Vista del cartel colocado por el ente de turismo de Tierra del Fuego

El Paso Sobrestante Luis Garibaldi, más conocido como simplemente Paso Garibaldi, es el único paso carretero que ha logrado atravesar el encadenamiento de los Andes fueguinos, porción austral y terminal de la extensa cordillera de los Andes. Se ubica en el departamento Ushuaia, de la Provincia de Tierra del Fuego, Antártida e Islas del Atlántico Sur, en el sur de la República Argentina, en las coordenadas: 54°41′16″S 67°51′13″O / -54.68778, -67.85361. Es el paso carretero cordillerano más austral del mundo. 

## Descripción
Se encuentra en el km 3007 de la ruta nacional n.º 3 constituyendo, con 450 m s. n. m. (430 m s. n. m. para otras fuentes), el punto más alto de la misma. Este paso de montaña fue construido a través de la cordillera fueguina, la cual corre sobre el eje oeste‑este, perpendicular al resto de la cordillera de los Andes. Desde el lago Fagnano se asciende por su vertiente norte; luego de transponer el paso comienza el descenso por la vertiente sur, el que se prolonga por 12 km hasta Rancho Hambre, donde hay un obrador vial que mantiene el paso expedito. Aquí nace la «ruta J» que lleva a Estancia Harberton, mientras que la ruta 3 continúa hacia la ciudad de Ushuaia.
Por él discurre la totalidad del transporte terrestre que conecta el sector trasandino fueguino con el resto de la Argentina. Al estar completamente asfaltado, se encuentra abierto todo el año, pero en el invierno suele sufrir cortes luego de intensas nevadas.
Junto al punto de mayor altitud, se sitúa el «mirador del lago Escondido», con lugar para el estacionamiento de vehículos; desde este mirador se obtiene una vista panorámica del lago Escondido y parte del lago Fagnano.

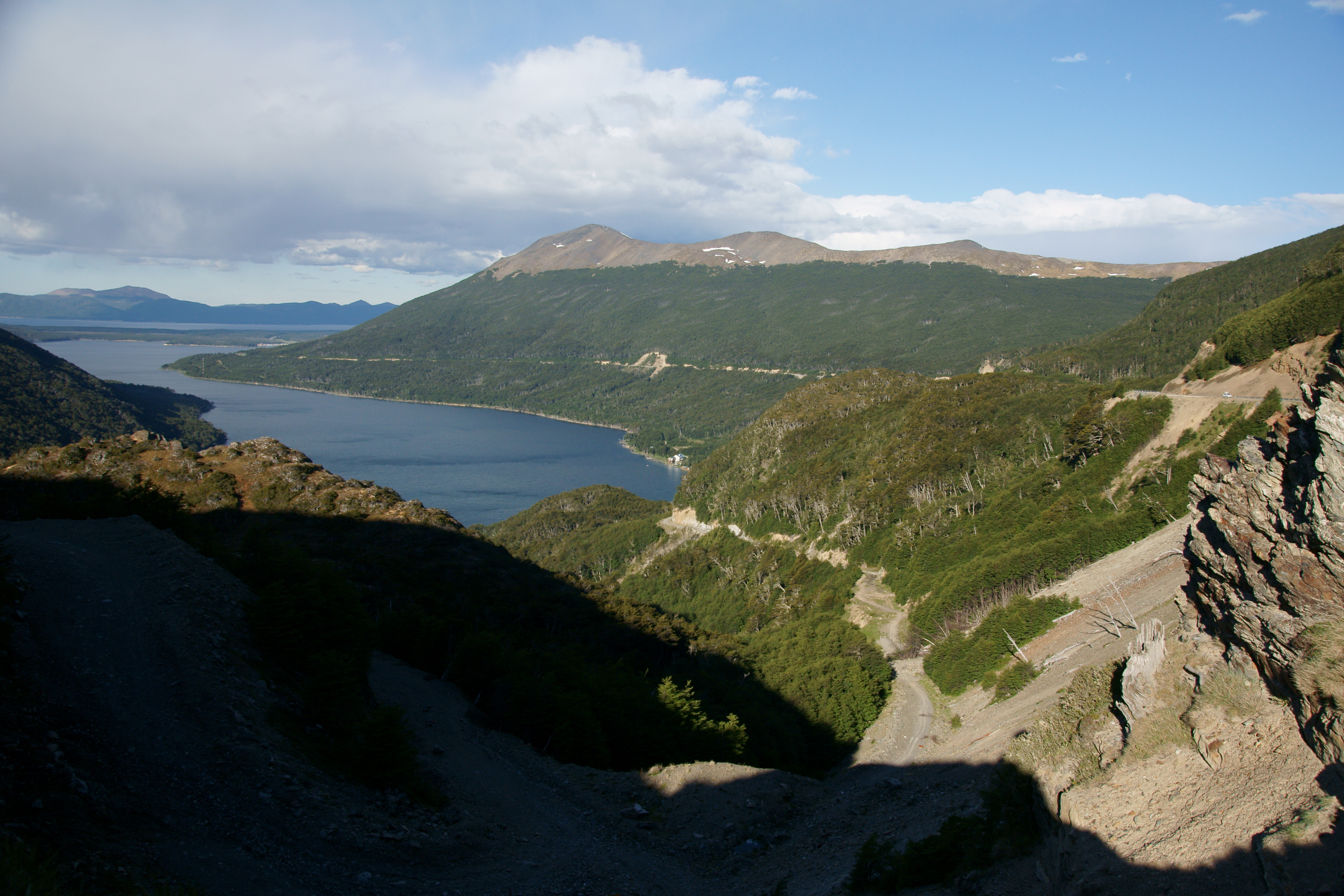
Otra vista panorámica desde el mirador. A la derecha se ve el actual paso carretero. En el sector iluminado centro-inferior se observa el antiguo camino, o Garibaldi Viejo, el cual, para la trepada final, empleaba pronunciadas curvas y contracuevas, denominadas localmente caracoles.

## Historia
Desde los primeros orígenes de las ciudades de Ushuaia y Río Grande, el anhelo de unirlas mediante una carretera chocaba con el grave reto de como lograr atravesar la cordillera de los Andes, pues se partía en ambos puntos desde el nivel del mar. Era clave el prospectar intensamente el cordón andino para intentar encontrar un paso natural, hasta ese momento desconocido. Finalmente, en el verano de 1935/36, el Sobrestante Luis Garibaldi Honte, partiendo desde lago Escondido, logró dar con el lugar ideal para ejecutar la abertura de la primera huella. Este empleado de vialidad era de la parcialidad manekenk de los selknam, siendo su nombre aborigen: Paka. Quedó huérfano de padre, al que dieron muerte buscadores de oro, siendo luego criado por su madre, llamada Honte, y su abuela; precisamente esta última fue quien le hizo referencia de la existencia de un paso que usaban los manekenk para cruzar la cordillera. El nombre no hace referencia al prócer italiano Giuseppe Garibaldi, sino que fue impuesto por el sacerdote italiano José Stroppa, quien al emplearlo cuando contaba con 11 años, le reclamaba que llevara el agua a la cocina: «gare balde e tráiga l' acqua». «Gare balde» se transformó en «Garibaldi»; el mismo Luis Garibaldi ha reconocido la anécdota como válida. Fue candidato a concejal por la Unión Cívica Radical en 1963. Murió en 1981 en la ciudad de Río Grande.
Gracias a su descubrimiento, la Dirección Nacional de Vialidad licitó en 1948 la construcción del tramo de la ruta nacional 3, entre Ushuaia y el río Tristen. El tramo del paso fue responsabilidad del ingeniero Enrique Azzaro, decano de los ingenieros viales de la Argentina, quien falleció en enero de 2006, a los 92 años de edad. La unión física con las obras que se ejecutaban desde la zona norte recién se logró producir en noviembre de 1956. Esta primitiva variante pasaba delante de la «Hostería Petrel», siendo llamada localmente «Garibaldi Viejo», pues ha dejado de emplearse al construirse la nueva variante, denominada localmente «Camino Nuevo», erigido entre 1968 y 1970 con fondos de la «Alianza para el Progreso».

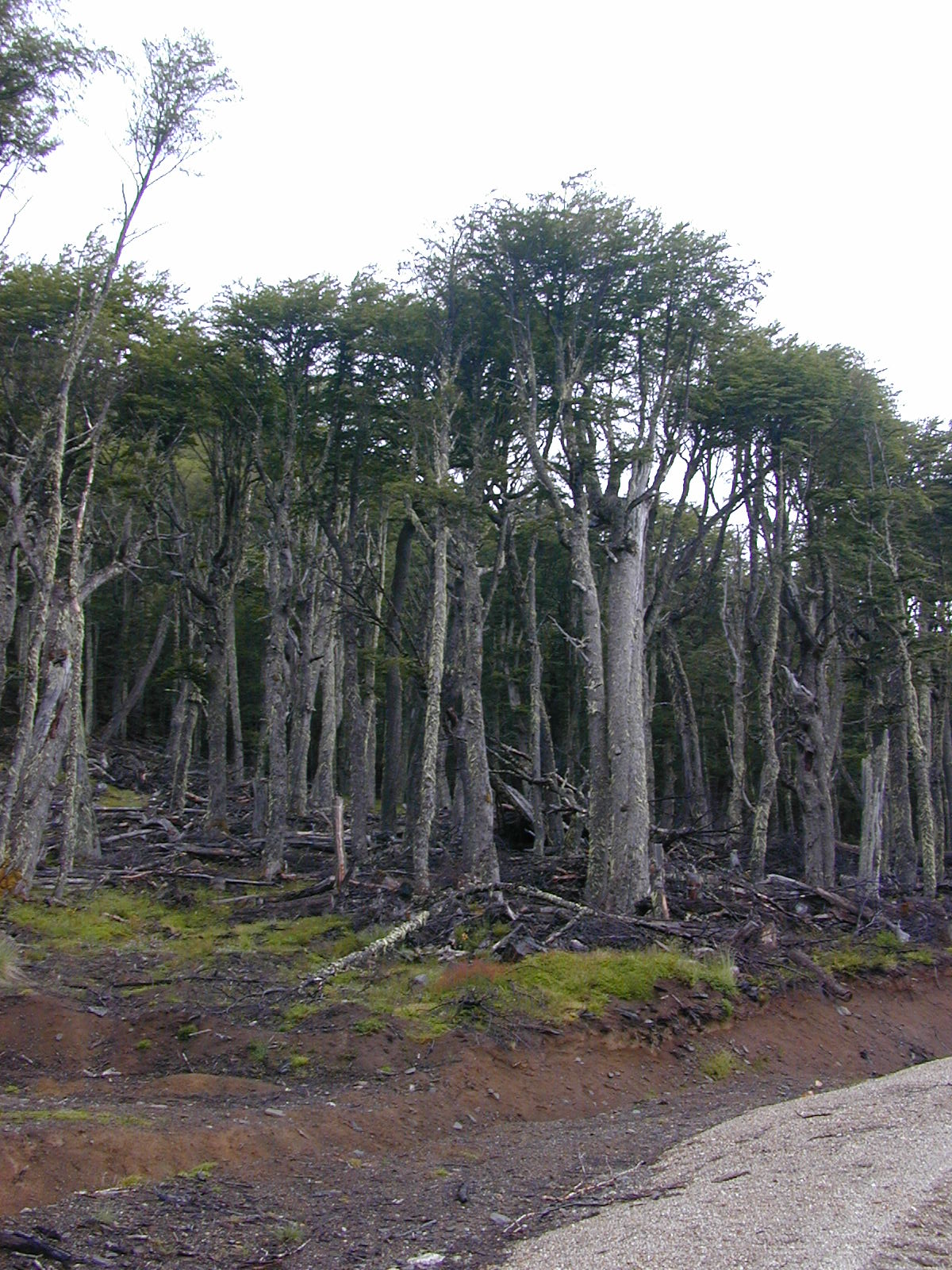
Bosque donde la lenga es la especie dominante.

### Primeros vehículos en cruzarlo
El primer vehículo en cruzarlo fue, en noviembre de 1956, un jeep de Vialidad Nacional, el cual partió de Ushuaia a las 4 PM, arribando a Río Grande a las 2 AM.
En su regreso fue acompañado por el primer automóvil particular en cruzar por el Paso Garibaldi: una camioneta Buick de la década de 1920. Dos días más tarde, un turista estadounidense en un jeep anfibio llegó a Ushuaia en travesía desde Alaska, constituyéndose así en el primer turista en cruzar el Paso Garibaldi.
En 1965 y con motivo de una acción publicitaria por parte de Ford Motor Argentina para evaluar y promocionar la calidad de su línea de carga, se llevó a cabo la "travesía Ford de punta a punta", en la cual una caravana de vehículos debía unir las ciudades de Ushuaia y La Quiaca. En la misma, un camión Ford F-600 con semirremolque concretaría una hazaña al cruzar el paso Garibaldi, siendo el primer vehículo de esas características en cruzar el peligroso paso, caracterizado por sus pronunciadas curvas y su cercano desfiladero.

## Flora
La vegetación que se observa, tanto en el ascenso como en el descenso del paso, es el bosque fueguino, dominado por tres especies arbóreas del género de las hayas del sur: el coigüe de Magallanes, el ñirre, y especialmente la lenga, la cual es el principal recurso forestal de la zona, siendo industrializada en aserraderos de los parajes cercanos. El sector de mayor altitud del paso se encuentra muy cercano al nivel de la lenga achaparrada, la cual forma una franja que antecede a las estepas altoandinas. Estos bosques son únicos en el mundo por haber surgido en un clima con veranos sumamente fríos (promedio de alrededor de 9 °C en el sur a nivel del mar) y vientos muy fuertes. Debido a ello, estas especies han sido plantadas en otras regiones del mundo de clima similar pero que carecían naturalmente de árboles.